# Michael Galasso
Pour les articles homonymes, voir Galasso.
Michael Galasso né le 5 avril 1949 à Hammond (Louisiane) et mort le 9 septembre 2009 à Paris 2e,, est un compositeur, chef d'orchestre et un violoniste américain.
Il composait notamment pour le cinéma et le théâtre. Il a obtenu le César de la meilleure musique originale en 2008 pour Séraphine.
Influencé notamment par John Cage, il débute en composant la musique de Ouverture (1972), The Life and Times of Joseph Stalin (1973) et A Letter for Queen Victoria (1974-1975).

## Filmographie
- 1994 : Chungking Express de Wong Kar-wai.
- 2000 : In the Mood for Love de Wong Kar-wai.
- 2001 : Nuages, Lettres à mon fils de Marion Hänsel.
- 2001 : Bulletin secret de Babak Payami (en).
- 2002 : Der Gläserne Blick de Markus Heltschl.
- 2002 : L'Ange de l'épaule droite de Jamshed Usmonov.
- 2002 : Quello che cerchi de Marco S. Puccioni.
- 2003 : En attendant les nuages de Yeşim Ustaoğlu.
- 2003 : George and Co, Portrait d'une librairie en vieil homme de Gonzague Pichelin et Benjamin Sutherland.
- 2003 : La Maladie de la mort d'Asa Mader.
- 2003 : Çamur de Derviş Zaim.
- 2003 : Le Tango des Rashevski de Sam Garbarski.
- 2003 : Histoire d'un secret de Mariana Otero.
- 2004 : Brodeuses d'Éléonore Faucher.
- 2006 : Things That Hang from Trees d'Ido Mizrahy.
- 2007 : Den nya människan de Klaus Härö.
- 2008 : Séraphine de Martin Provost.

## Albums
- Scenes (1982), ECM Records
- High Lines (2005), ECM Records